# 第84回天皇杯・第75回皇后杯 全日本総合バスケットボール選手権大会
第84回天皇杯・第75回皇后杯 全日本総合バスケットボール選手権大会（だい84かいてんのうはい・だい75かいこうごうはい ぜんにほんそうごう―せんしゅけんたいかい）は、2009年1月1日から12日まで国立代々木競技場第一・第二体育館と東京体育館で開催された全日本総合バスケットボール選手権大会である。

## 出場チーム

### 男子
JBL
- アイシンシーホース（JBL1位）
- 日立サンロッカーズ（JBL3位）
- 東芝ブレイブサンダース（JBL5位）
- レラカムイ北海道（JBL7位）

- パナソニックトライアンズ（JBL2位）
- トヨタ自動車アルバルク（JBL4位）
- リンク栃木ブレックス（JBL6位）
- 三菱電機ダイヤモンドドルフィンズ（JBL8位）

JBL2
- 豊田通商ファイティングイーグルス（JBL2 1位）
- 豊田合成スコーピオンズ（JBL2 3位）

- アイシン・エィ・ダブリュ アレイオンズ安城（JBL2 2位）
- 石川ブルースパークス（JBL2 4位）

学生
- 慶應義塾大学（1位）
- 青山学院大学（3位）
- 明治大学（5位）
- 日本大学（7位）

- 国士舘大学（2位）
- 専修大学（4位）
- 天理大学（6位）
- 同志社大学（8位）

社会人
- 横河電機（1位）

- JR東日本秋田（2位）

高校
- 延岡学園高等学校

地方ブロック
- 札幌市役所（北海道）
- 明成高等学校（東北）
- 横浜ギガスピリッツ（関東）
- 新潟教員（北信越）
- イカイレッドチンプス（東海）

- 洛南高等学校（近畿）
- ツースリー（中国）
- 四国電力（四国）
- 鹿屋体育大学（九州）

### 女子
WJBL
- JOMOサンフラワーズ（Wリーグ1位）
- 富士通レッドウェーブ（Wリーグ3位）
- シャンソンVマジック（Wリーグ5位）
- 日立ハイテク クーガーズ（Wリーグ7位）
- 三菱電機コアラーズ（WIリーグ1位）
- トヨタ紡織サンシャインラビッツ（WIリーグ3位）

- トヨタ自動車アンテロープス（Wリーグ2位）
- デンソーアイリス（Wリーグ4位）
- 日本航空JALラビッツ（Wリーグ6位）
- アイシン・エィ・ダブリュ ウィングス（Wリーグ8位）
- エバラヴィッキーズ（WIリーグ2位）
- 山梨クィーンビーズ（WIリーグ4位）

学生
- 拓殖大学（1位）
- 武庫川女子大学（3位）
- 筑波大学（5位）
- 愛知学泉大学ブレッビーズ（7位）

- 大阪体育大学（2位）
- 日本女子体育大学（4位）
- 山形大学（6位）
- 鹿屋体育大学（8位）

社会人
- 山形銀行（1位）

- 鶴屋百貨店（2位）

高校
- 桜花学園高等学校

地方ブロック
- 函館大学（北海道）
- 秋田銀行（東北）
- 千葉女子教員（関東）
- 新潟医療福祉大学（北信越）
- 星城高等学校（東海）

- 大阪人間科学大学（近畿）
- 環太平洋大学（中国）
- JOIN（四国）
- 宮崎県立小林高等学校（九州）

## 試合結果
- A～D：東京体育館A～Dコート
- Y1：代々木第一体育館
- Y2：代々木第二体育館

### 男子
1回戦
| 日時      | C                         | D                               | Y2                                  |
| --------- | ------------------------- | ------------------------------- | ----------------------------------- |
| 1日14：40 | ツースリー 55-86 明治大学 | 横河電機 85-67 新潟教員         | -                                   |
| 1日16：20 | 四国電力 64-93 同志社大学 | JR東日本秋田 76-85 延岡学園高校 | 天理大学 77-70 イカイレッドチンプス |
| 1日18：00 | 日本大学 84-52 札幌市役所 | 石川 80-84 鹿屋体育大学         | 豊田合成 65-82 横浜ギガスピリッツ   |

2回戦
| 日時      | C                                       | D                                 |
| --------- | --------------------------------------- | --------------------------------- |
| 2日12：00 | 明治大学 121-69 洛南高校                | 慶應義塾大学 123-103 横河電機     |
| 2日13：40 | 天理大学 97-49 明成高校                 | 国士舘大学 93-62 延岡学園高校     |
| 2日15：20 | 豊田通商 100-51 同志社大学              | 横浜ギガスピリッツ 70-64 専修大学 |
| 2日17：00 | アイシン・エィ・ダブリュ 76-64 日本大学 | 鹿屋体育大学 65-86 青山学院大学   |

3回戦
| 日時      | C                                           | D                             |
| --------- | ------------------------------------------- | ----------------------------- |
| 3日12：00 | アイシン 118-65 明治大学                    | 慶應義塾大学 79-123 三菱電機  |
| 3日13：40 | 豊田通商 86-105 トヨタ自動車                | 東芝 97-60 横浜ギガスピリッツ |
| 3日15：20 | 日立 91-53 天理大学                         | 国士舘大学 60-116 リンク栃木  |
| 3日17：00 | アイシン・エィ・ダブリュ 62-97 パナソニック | 北海道 81-76 青山学院大学     |

準々決勝
| 日時      | Y1                         |
| --------- | -------------------------- |
| 4日16：00 | 日立 76-55 リンク栃木      |
| 4日18：00 | 北海道 88-101 パナソニック |
| 5日17：00 | アイシン 82-73 三菱電機    |
| 5日19：00 | 東芝 87-99 トヨタ自動車    |

準決勝
| 日時       | Y1                          |
| ---------- | --------------------------- |
| 10日16：30 | 日立 90-72 パナソニック     |
| 10日18：30 | アイシン 82-78 トヨタ自動車 |

決勝
| 日時       | Y1                  |
| ---------- | ------------------- |
| 12日14：00 | アイシン 65-48 日立 |

### 女子
1回戦
| 日時      | A                                 | B                               | Y2                      |
| --------- | --------------------------------- | ------------------------------- | ----------------------- |
| 1日13：00 | -                                 | -                               | 鹿屋体育大学 85-58 JOIN |
| 1日14：40 | 日本女子体育大学 71-72 鶴屋百貨店 | 新潟医療福祉大学 66-81 山形大学 | 函館大学 58-82 秋田銀行 |
| 1日16：20 | 星城高校 60-90 環太平洋大学       | 山形銀行 88-54 桜花学園高校     | -                       |
| 1日18：00 | 愛知学泉大学 61-59 千葉女子教員   | 大阪人間科学大学 58-72 筑波大学 | -                       |

2回戦
| 日時      | A                             | B                             |
| --------- | ----------------------------- | ----------------------------- |
| 2日12：00 | 三菱電機 121-74 鹿屋体育大学  | 秋田銀行 57-67 トヨタ紡織     |
| 2日13：40 | 鶴屋百貨店 66-72 大阪体育大学 | 山梨 82-64 山形大学           |
| 2日15：20 | 環太平洋大学 65-63 エバラ     | 武庫川女子大学 59-76 山形銀行 |
| 2日17：00 | 拓殖大学 71-59 愛知学泉大学   | 筑波大学 101-64 小林高校      |

3回戦
| 日時      | A                                        | B                       |
| --------- | ---------------------------------------- | ----------------------- |
| 3日12：00 | 三菱電機 85-92 日本航空                  | 富士通 81-53 トヨタ紡織 |
| 3日13：40 | 日立ハイテク 64-61 大阪体育大学          | 山梨 55-99 トヨタ自動車 |
| 3日15：20 | シャンソン化粧品 81-67 環太平洋大学      | 山形銀行 63-69 デンソー |
| 3日17：00 | 拓殖大学 63-104 アイシン・エィ・ダブリュ | JOMO 83-29 筑波大学     |

準々決勝
| 日時      | Y1                                  |
| --------- | ----------------------------------- |
| 4日12：00 | 富士通 77-76 日本航空               |
| 4日14：00 | 日立ハイテク 65-91 トヨタ自動車     |
| 5日13：00 | シャンソン化粧品 89-60 デンソー     |
| 5日15：00 | JOMO 92-79 アイシン・エィ・ダブリュ |

準決勝
| 日時       | Y1                          |
| ---------- | --------------------------- |
| 10日12：00 | 富士通 75-56 トヨタ自動車   |
| 10日14：00 | JOMO 78-75 シャンソン化粧品 |

決勝
| 日時       | Y1                |
| ---------- | ----------------- |
| 11日14：00 | JOMO 86-62 富士通 |

## 大会ベスト5

### 男子
- 柏木真介（アイシン№3・3年連続3回目）
- 竹内公輔（アイシン№10・2年ぶり2回目）
- 桜木ジェイアール（アイシン№32・2年連続2回目）
- 竹内譲次（日立№15・3年連続3回目）
- 渡邉拓馬（トヨタ自動車№12・初）

### 女子
- 大神雄子（JOMO№1・5年連続5回目）
- 田中利佳（JOMO№8・初）
- 三谷藍（富士通№1・3年ぶり2回目）
- 矢野良子（富士通№12・4年連続4回目）
- 石川幸子（シャンソン化粧品№8・初）

## 備考
- 当初男子の関東代表は千葉ピアスアローバジャーズの予定だったが、競技者登録規定違反（二重登録）のため横浜ギガスピリッツに変更された。